# Julián de Saracóndegui
Julián de Zaracóndegui auch Saracóndegui (* 1810; † 10. September 1878 in Lima) war ein peruanischer Unternehmer und Politiker. Er investierte in den Export von Guano und in die Produktion und den Export von Baumwolle und Zucker. 1859 wurde er zum Bürgermeister von Lima ernannt. 1864 war er Finanzminister.

## Leben

### Unternehmerische Tätigkeiten
Julián de Zaracóndegui war ein Kapitaleigner, der zu Beginn der Industrialisierung in Peru unternehmerisch tätig war. Während des Spanischen Kolonialreiches wurde in Europa Kapital akkumuliert, während die kolonisierten Gebiete systematisch dekapitalisiert wurden. 1849 erscheint er als Repräsentant Perus bei den Bahnbauprojekten in Peru: „la empresa de los ferrocarriles de Lima al Callao y Chorrillos“ sowie „En el norte del departamento de Lima, el ferrocarril Lima-Ancón-Chancay“.

#### Zuckerrohr und Baumwolle
Die Geschäftsmodelle zur Einführung des Anbaus von Baumwolle und Zuckerrohr in der zweiten Hälfte des 19. Jahrhunderts in Peru waren eine Art Franchising. Siedlerfamilien aus dem Baskenland und Kuli (Tagelöhner) aus China unterzeichneten Werksverträge.
1859 beantragte Manuel Salcedo eine Einfuhrgenehmigung für 1.000 Landwirten in sein Anwesen in Talambo. Nach Erhalt kamen 269 Basken nach Callao, von denen 95 Männer, 49 Frauen und 125 Kinder waren.
Ende der 1850er engagierte sich Julián de Zaracondegui, im Baumwoll- und Zuckerrohrgeschäft. Auf dem sich entwickelnden Weltmarkt gab für diese Produkte internationale Nachfrage, die diese Produkte infolge des Sezessionskrieges fielen die Südstaaten als Produzenten aus.
Mit Ramón Aspíllaga erwarb er die  Hacienda Cayaltí mit nahezu 4.000 Hektar im Tal des Río Zaña in der Region Lambayeque (Nordperu). Um 1870 produzierte Cayaltí Zucker in großem Maßstab und seine Eigentümer beschlossen, eine moderne Zuckermühle mit Maschinen aus England zu errichten. Im Gegensatz zum Cayaltí-Boom waren andere Zaracondegui-Unternehmen Verlustgeschäfte, sodass ihre Partner von Zuckerunternehmen eine Hypothek über 338.700 USD aufgenommen hatten. Zaracondegui erhielt diese Summe und übertrug seinen Teil der Hacienda an Aspíllaga.

#### Guano
1872 saß er dem Vorstand der Nitratfirma La Esperanza in der Provinz Tarapaca vor. In Lima hatte Julio de Zaracondegui sein Büro in der Calle de Bodegones. Er stach aus den Guano-Händlern wie Templeman Bergmann & Co, Graham Rowe & Co oder Pietro Denegri heraus, denn 1860 erhielt sein Casa Zaracondegui die Konzession für den Verkauf von Guano an die Vereinigten Staaten, worum sich auch Antony Gibbs & Sons bewarb. Der von 1861 bis 1865 folgende Sezessionskrieg machte diese Konzession noch lukrativer. 1869 gehörte er zu den Gründern der Banco de Lima und deren erster Präsident er 1871 war.

#### Banco de Lima
Im März 1869, als die Banco de Lima gegründet wurde, gehörte Zaracondegui zu der Gruppe von Kapitalisten, die im Januar 1870 den Beginn der Aktivitäten dieses Unternehmens ermöglichten. Das Kapital der Bank belief sich auf 3.200.000 US-Dollar, das im Januar 1873 auf 5.000.000 US-Dollar anstieg. Er erweiterte seine Aktivitäten mit einer Agentur in Callao. Die Direktoren der Banco de Lima waren Manual Argumaniz, Juan Renner, Enrique Witt, Valentín Gil, Juan de Ugarte, Francisco Sagastabeytia, Juan de Dios Calderón, Gustavo Heudebert, Manuel Ortiz de Villate, José Muro und José Amancio Castillo. Federico Lembeck und Julián de Zaracondegui übernahmen die Geschäftsführung.

#### Insolvenz
Den Verbindlichkeiten von 2.546.171 US-Dollar standen 1874 Vermögenswerte von 1.141.060 US-Dollar gegenüber.
In die Insolvenz folgten:
- Compañía Marítima Juan Ugarte, antiguo chinero[4]
- Marrou y Cía
- Sociedad López Hurtado

„Aquella quiebra fué muy sonada, porque comprometió el bienestar de muchas familias de Lima.“

„Diese Insolvenz war sehr krachend, weil sie das Wohlergehen vieler Familien in Lima in gefährdete.“

Diese Fälle, die für ein anmaßendes Dorf Lima einen Skandal bedeuteten.

### Politik
Saracóndegui war Mitglied der Sociedad de Beneficencia de Lima (Limenser Wohltätige Gesellschaft). 
1858 wurde er zusammen mit Miguel Pardo zum stellvertretenden Bürgermeister zum Bürgermeister von Lima gewählt. Beide traten das Amt nicht an und wurden vom 22. bis zum 24. November 1858 und vom  29. November  bis zum 24. Dezember 1858 von José Rojas vertreten. Rojas wurde am 24. Dezember 1858 krankheitsbedingt durch Oberst Estanislao Correa y Garay, Stadtrat der Gemeinde abgelöst.
Zeitweise war Saracóndegui Mitglied der Abgeordnetenkammer.
Von 11. August bis 5. September 1864 war er unter dem Präsidenten Juan Antonio Pezet im Ministerrat, dem  Manuel Costas Arce vorsaß,  Finanzminister. Er trat aufgrund von Artikeln zurück, die in der Oppositionszeitung El Perú von José María Químper veröffentlicht wurden.
Die Eintragung im Sterberegister der Pfarrei San Sebastián (Buch 17, Folio 6) nennt als  Todesursache „Seiten- und Lungenentzündung“ daneben kursierte in Lima Suizid als Todesursache.